# Aleksy (Szuszania)
Aleksy (ur. 23 września 1852 w Nokalakewi, zm. 18 stycznia 1923) – święty mnich prawosławny.
Pochodził z głęboko wierzącej rodziny. W wieku szesnastu lat stracił ojca. Udał się wówczas na pielgrzymkę do Jerozolimy, a następnie do Stambułu, gdzie jego wuj był kupcem. Zaczął uczyć się tego zawodu, jednak po pewnym czasie uznał, iż jest powołany do życia mniszego. W wieku dwudziestu lat zamieszkał przy żeński monasterze Teklati i przez kilka lat w pobliskich wsiach opiekował się chorymi na ciężkie choroby, głosił kazania i naśladował zachowanie jurodiwych. Do wstąpienia do monasterów skłonił również swoją matkę, siostrę i brata. Następnie wyjechał z Gruzji i wstąpił do monasteru na górze Athos. Następnie, po pielgrzymce do Ławry Pieczerskiej, wstąpił w 1885 do klasztoru Gelati. W 1886 został przeniesiony do klasztoru Chobi i tam przyjął święcenia diakońskie, zaś w 1888 także kapłańskie.
W 1890 mnich Aleksy ciężko zachorował. Zamieszkał wówczas w monasterze Teklati, gdzie mniszkami były jego matka i siostra. Po roku, gdy jego stan zdrowia poprawił się, zaczął tworzyć nowy męski klasztor na Wyspie Archaniołów w Mendżi. Tam też żył, prowadząc surowe życie ascetyczne, do swojej śmierci w 1923. Został pochowany w monasterze Teklati. W 1960, z błogosławieństwa metropolity suchumsko-abchaskiego Efrema (Sidamonidze) jego szczątki przeniesiono na Wyspę Archaniołów. Aleksy został kanonizowany w 1995.